# Jakub Kumoch

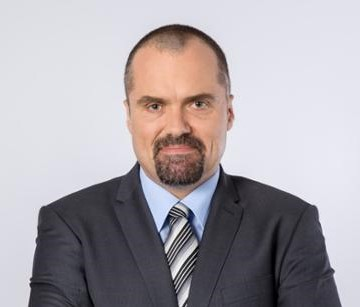
Jakub Kumoch

Jakub Radomir Kumoch (* 16. November 1975 in Warschau) ist ein polnischer Diplomat, Journalist und Politologe.

## Leben
Kumoch studierte ab 1999 Politikwissenschaften und ab 2001 Turkologie an der Universität Warschau und schloss als Magister ab. 2015 wurde er mit einer Dissertation über die Europäische Union promoviert an der Jagiellonen-Universität.
Ab 2000 bis 2001 arbeitete Kumoch in dem polnischen Zentrum für Oststudien, ab 1999 bis 2004 für Polnische Presseagentur. Er arbeitete auch als Journalist für Przekrój (2005–2006) und Dziennik (2006–2009). Danach war er ein Experte für die Außenpolitik Frankreichs und den Europäischen Auswärtigen Dienst in dem Polnischen Institut für Internationale Angelegenheiten (2010) und im Sobieski-Institut (2011–2013). Ab 2011 bis 2016 war er für die EU-Wahlbeobachtungsmissionen Experte für die Rolle der Medien bei Wahlprozessen, Sprecher, langfristiger Beobachter. 2015–2016 war er für die Kanzlei des Präsidenten der Republik Polen Andrzej Duda tätig. Ab Oktober 2016 bis 2020 war Kumoch polnischer Botschafter in der Schweiz und Liechtenstein, seit 2020 bis 2021 in der Türkei, und seit 1. September in Volksrepublik China.
Seine Nachfolgerin als polnische Botschafterin in der Schweiz ist seit dem 13. Oktober 2020 Iwona Kozłowska.
Er spricht Französisch, Englisch, Deutsch, Spanisch, Kroatisch/Serbisch, Russisch, Türkisch, Arabisch.
Er ist verheiratet und hat zwei Kinder.

## Werke
- The Practice of Appointing the Heads of EU Delegations in the Wake of Council Decision on the European External Action Service (mit Ryszarda Formuszewicz), Warszawa 2010.
- Francja wobec wiosny arabskiej, Warszawa 2011.
- Idea Unii Śródziemnomorskiej – próba powstrzymania europejskich ambicji Turcji, Warszawa 2011.
- Polityka Polski wobec Francji, Warszawa 2011.